# Drummania (PlayStation 2)
Drummania (ドラムマニア Doramumania?) Es la versión de drummania para consola lanzado en marzo de 2000. Cuenta con un total de 28 canciones, algunas antiguas provenientes de GUITARFREAKS. Es considerado el primer videojuego de Bemani para PlayStation 2.

## Forma de juego
Luego de escoger previamente una canción, aparece en el lado izquierdo una pista de notas compuesta por seis filas y a la derecha las visualizaciones (vídeo de la canción). Varias notas caen dentro de la pista hacia el marcador que se ubica en la parte inferior de la pantalla, y el jugador debe ejecutar las mismas con el mando de consola o con el controlador de drummania (vendido por separado). Cada nota corresponde a cada pad del videojuego en específico: Hi-hat, Snare, Bass drum, High tom, Low tom y Cymbal.
A medida que el jugador vaya ejecutando cada nota de manera adecuada, la barra de energía irá aumentando hasta llegar al límite. Se debe evitar a  toda costa que la barra se vacíe por completo, ya que si eso sucede, se detendrá el juego y se cancelará. Al final de cada canción completada, aparecerá una tabla de resultados en donde se visualiza el puntaje y el rendimiento del jugador.

## Modos de juego
- Practice: Ideal para principiantes. Primero se comienza con un tutorial el cual se explica y se aprende a tocar los pads. Disponible 2 stages por cada ronda.
- Normal: Con un nivel de dificultad media, el jugador puede jugar un total de 3 stages por ronda.
- Real: Es el nivel máximo de dificultad. El jugador puede jugar canciones exclusivas solo disponibles en este modo. 3 stages por ronda.

### Internet Ranking
Si el jugador conseguía completar una ronda de manera exitosa, luego de mostrarse la tabla de resultados finales, aparecía un nuevo recuadro el cual indicaba la posición del jugador en la lista de mejores bateristas, y también el videojuego le daba un código (compuesto por 13 caracteres) con el cual se podía registrar en https://www.konami.com/kcej/ (actualmente dada de baja).

## Session Mode
Session mode tiene la característica de jugar como versus, con la opción de añadir un segundo jugador como guitarrista, hasta incluso a un tercero.
Al iniciar el modo, se debe seleccionar la opción de uno o dos jugadores adicionales, luego, se debe escoger la distribución de las pistas de notas en la pantalla (con la opción de mostrar o no vídeo de la canción). Una vez hecho lo anterior, se pasará a la selección de canciones, los cuales algunos provienen de GUITARFREAKS 2ndMIX. Al momento de jugar una canción, ambos jugadores deben rendir en sus aciertos de manera equitativa, ya que una barra vertical de porcentaje mide la precisión de cada jugador. Cada vez que un jugador falle en ejecutar una nota o más, su barra de porcentaje disminuirá, y si disminuye por completo, será eliminado del stage. Si solo queda un jugador en plena canción, la barra de porcentaje irá disminuyendo poco a poco al punto que se termina de golpe el juego.

## Canciones nuevas
Las siguientes tablas muestran las canciones introducidas en el juego:

| Across the nightmare          | HARD ROCK           | Jimmy Weckl                | 300     |
| Crunchy nuts                  | FUSION              | Atsuki                     | 130     |
| D.M."POWERFUL"MIX             | -                   | 桜井敏郎                   | 135-190 |
| Depend on me                  | SWING ROCK          | Thomas Howard Lichtenstein | 135     |
| Eyes of kids                  | POPS BRITISH STYLE  | Thomas Howard Lichtenstein | 134     |
| Good times                    | POPS AMERICAN STYLE | Elizabeth Dobbs            | 103     |
| Heaven is a '57 metallic gray | SWING ROCK          | Sweet little 30's          | 190     |
| I think about you             | 90's ROCK           | Elizabeth Dobbs            | 117     |
| Look at me                    | FUNK                | Harumi Ueko                | 120     |
| Onion man                     | FUSION              | Jimmy Weckl                | 143     |
| River crossin'                | SAMBA               | Shige Kawagoe              | 145     |
| Road for thunder              | HEAVY METAL         | Jimmy Weckl                | 207     |
| Ska Ska No.1                  | SKA                 | 小野秀幸                   | 140     |
| Sunny side street             | POPS JAPANESE STYLE | 肥塚良彦                   | 120     |
| Ultimate power                | PUNK ROCK           | Vaccines                   | 172     |
| Waza                          | crossover           | Jimmy Weckl                | 117     |
| When I dream of you           | LOVE SONG           | Elizabeth and Thomas       | 64      |

## Canciones previas
| Nombre                          | Género                          | Artista                         | BPM                             |                                 |                                 |
| from GUITARFREAKS APPEND 2ndMIX | from GUITARFREAKS APPEND 2ndMIX | from GUITARFREAKS APPEND 2ndMIX | from GUITARFREAKS APPEND 2ndMIX | from GUITARFREAKS APPEND 2ndMIX | from GUITARFREAKS APPEND 2ndMIX |
| ------------------------------- | ------------------------------- | ------------------------------- | ------------------------------- | ------------------------------- | ------------------------------- |
| ERAser ENgiNe                   | HARDCORE                        | L.E.D.LIGHT vs. GUHROOVY        | 177                             |                                 |                                 |
| LOVE THIS FEELIN'               | EPIC ROCK                       | AKIRA YAMAOKA                   | 185                             |                                 |                                 |
| 恋のダイヤル6700                | RETRO POP                       | 篠原ともえ                      | 160                             |                                 |                                 |
| GUITARFREAKS                    |                                 |                                 |                                 |                                 |                                 |
| CUTIE PIE                       | POPS GUITAR                     | Toshio Sakurai                  | 105                             |                                 |                                 |
| Happy man                       | GUITAR PUNK                     | 泉 陸奥彦                       | 180                             |                                 |                                 |
| Hypnotica                       | BIG BEAT                        | Naoki Maeda                     | 135                             |                                 |                                 |

### Session mode
Las siguientes canciones solo están disponibles en modo Session:
| Body Operation | ROCK FUSION  | 古川もとあき | 115 |
| HOLIDAY        | FUSION       | Jimmy Weckl  | 115 |
| JET WORLD      | HARD COUNTRY | 泉 陸奥彦    | 276 |
| MR.MACHINE     | HARD ROCK    | 泉 陸奥彦    | 195 |
| THE ADVENTURES | OLDIES       | 泉 陸奥彦    | 180 |